# Coq (constellation)
Pour les articles homonymes, voir Coq (homonymie).
Le Coq (en latin : Gallus) était une constellation créée par Petrus Plancius au début du XVIIe siècle. Elle était située dans la partie nord de l'actuelle constellation de la Poupe. Elle ne fut pas reprise dans les atlas de Johann Elert Bode et tomba en désuétude.